# Éparcy
Éparcy est une commune française située dans le département de l'Aisne en région Hauts-de-France.

## Géographie
- 1Carte dynamique
- 2Carte OpenStreetMap
- 3Carte topographique
- 4Carte avec les communes environnantes

Avec une population 30 habitants au dernier recensement de 2017, Eparcy est la 7e commune la moins peuplée du département de l'Aisne.

Éparcy est limitrophe de cinq communes : Landouzy-la-Ville, La Hérie, Buire, Hirson et Bucilly
.

### Hydrographie
La commune est située dans le bassin Seine-Normandie. Elle est drainée par le Ton, la Jacotte, le ruisseau de la Bachelotte et Petite la rivière,,.
Le Ton, d'une longueur de 56 km, prend sa source dans la commune d'Auvillers-les-Forges et se jette  dans l'Oise (rive gauche) à Étréaupont, après avoir traversé 15 communes. Les caractéristiques hydrologiques du Ton sont données par la station hydrologique située sur la commune d'Origny-en-Thiérache. Le débit moyen mensuel est de 3,67 m3/s. Le débit moyen journalier maximum est de 46 m3/s, atteint lors de la crue du 21 décembre 1993. Le débit instantané maximal est quant à lui de 54,8 m3/s, atteint le 1er décembre 1993.

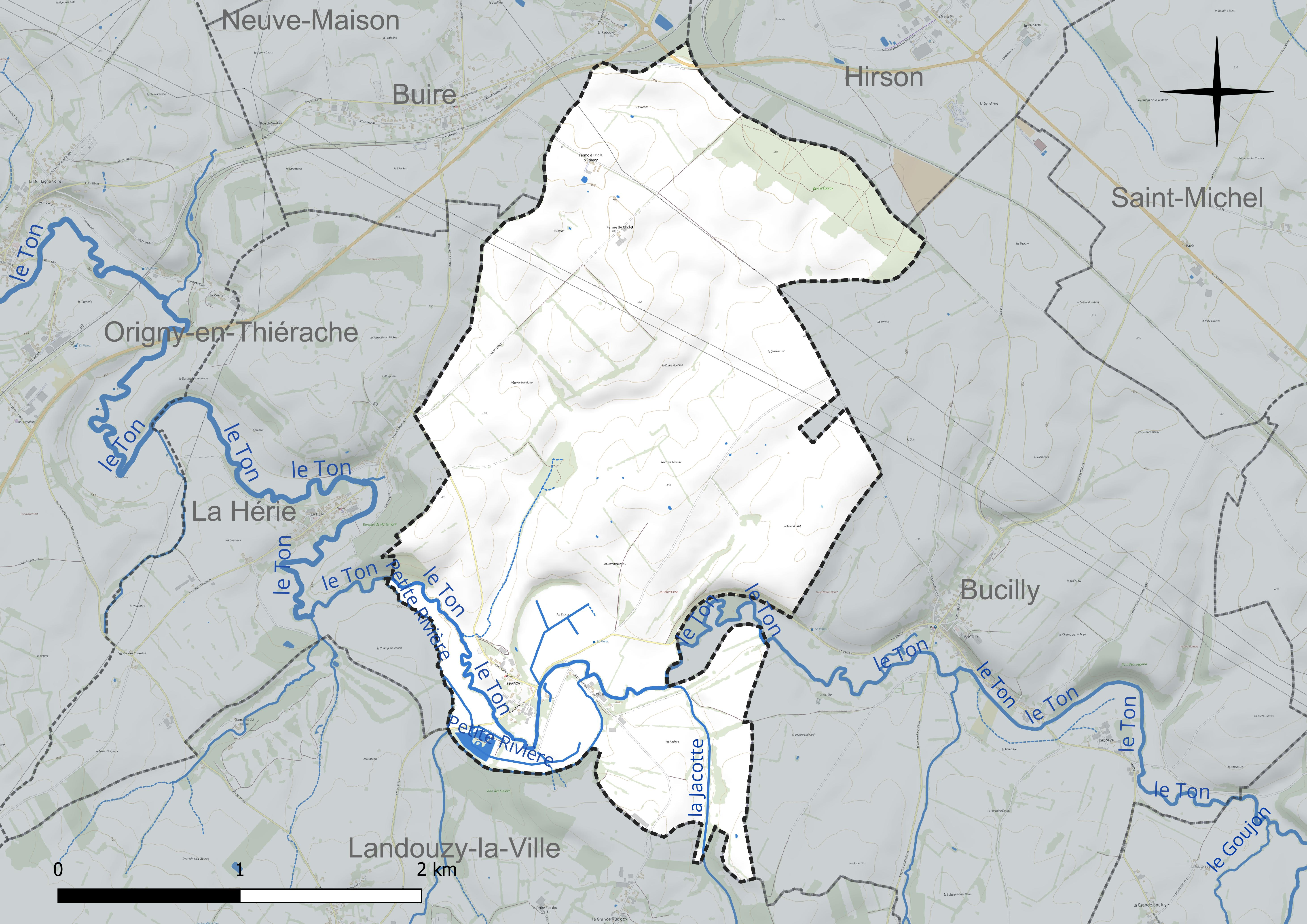
Réseau hydrographique d'Éparcy.

### Climat
Pour des articles plus généraux, voir Climat des Hauts-de-France et Climat de l'Aisne.
En 2010, le climat de la commune est de type climat des marges montargnardes, selon une étude du CNRS s'appuyant sur une série de données couvrant la période 1971-2000. En 2020, Météo-France publie une typologie des climats de la France métropolitaine dans laquelle la commune est exposée à un climat océanique altéré et est dans la région climatique Nord-est du bassin Parisien, caractérisée par un ensoleillement médiocre, une pluviométrie moyenne régulièrement répartie au cours de l'année et un hiver froid (3 °C).
Pour la période 1971-2000, la température annuelle moyenne est de 9,7 °C, avec une amplitude thermique annuelle de 15,2 °C. Le cumul annuel moyen de précipitations est de 896 mm, avec 13,1 jours de précipitations en janvier et 9,6 jours en juillet. Pour la période 1991-2020, la température moyenne annuelle observée sur la station météorologique la plus proche, située sur la commune de Fontaine-lès-Vervins à 12 km à vol d'oiseau, est de 10,5 °C et le cumul annuel moyen de précipitations est de 826,3 mm,. Pour l'avenir, les paramètres climatiques de la commune estimés pour 2050 selon différents scénarios d'émission de gaz à effet de serre sont consultables sur un site dédié publié par Météo-France en novembre 2022.

## Urbanisme

### Typologie
Au 1er janvier 2024, Éparcy est catégorisée commune rurale à habitat très dispersé, selon la nouvelle grille communale de densité à 7 niveaux définie par l'Insee en 2022.
Elle est située hors unité urbaine. Par ailleurs la commune fait partie de l'aire d'attraction d'Hirson, dont elle est une commune de la couronne,. Cette aire, qui regroupe 26 communes, est catégorisée dans les aires de moins de 50 000 habitants,.

### Occupation des sols
L'occupation des sols de la commune, telle qu'elle ressort de la base de données européenne d'occupation biophysique des sols Corine Land Cover (CLC), est marquée par l'importance des territoires agricoles (93,1 % en 2018), une proportion identique à celle de 1990 (93,1 %). La répartition détaillée en 2018 est la suivante : 
prairies (53,7 %), terres arables (38,8 %), forêts (6,8 %), zones agricoles hétérogènes (0,6 %), zones urbanisées (0,1 %).
L'évolution de l'occupation des sols de la commune et de ses infrastructures peut être observée sur les différentes représentations cartographiques du territoire : la carte de Cassini (XVIIIe siècle), la carte d'état-major (1820-1866) et les cartes ou photos aériennes de l'IGN pour la période actuelle (1950 à aujourd'hui).

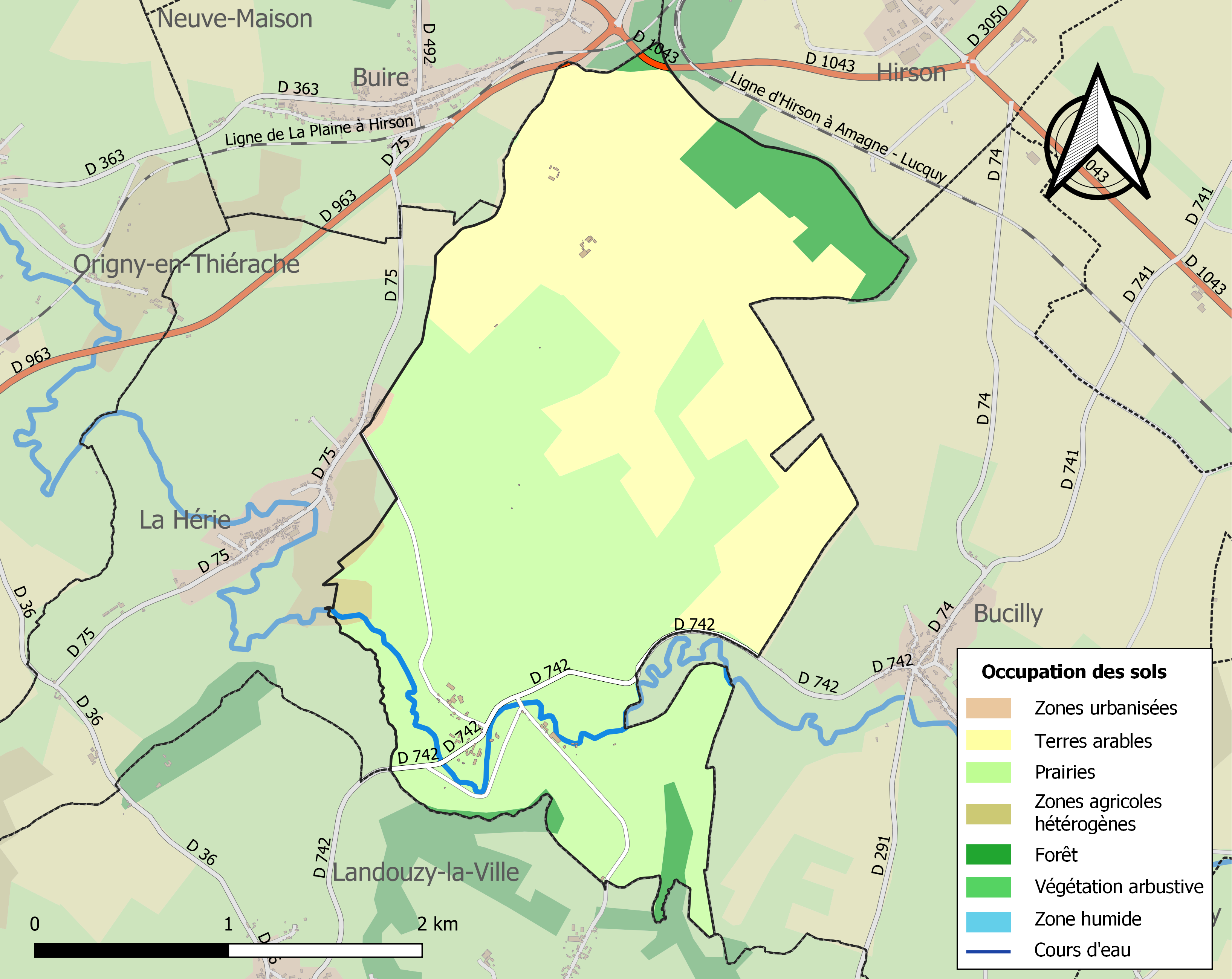
Carte des infrastructures et de l'occupation des sols de la commune en 2018 (CLC).

## Toponymie
- Esparci en 1148[19].
- Sparcium et Esparciacus en 1130.

## Histoire

### Moyen Âge
Au début du XIIe siècle, les seigneurs de Rozoy détenaient le territoire d'Éparcy.

Clarembaud, l'un d'eux, ayant eu avec l'église de Tournai des démêlés à la suite desquels il fut excommunié, acheta son absolution en abandonnant à cette église, en 1131, le terroir d'Eparcy et en accordant aux gens qui viendraient l'habiter différentes franchises dont les principales étaient : l'exercice en franchise des métiers, l'usage de la forêt pour y faire paître les porcs, pour y prendre du bois à brûler ou propre à bâtir.

Mais Clarembaud avait conservé les droits d'avouerie dont l'exercice ne tarda pas à jeter la discorde entre lui et les moines de Saint-Martin de Tournai. Il chercha alors à se venger d'eux. Mais il fut excommunié et obligé en 1142, d'acheter son absolution en leur abandonnant sans réserve tous ses droits d'avoué.

Cinq ans après, les moines de Saint-Martin de Tournai cédèrent Eparcy à l'abbaye de Foigny. Celle-ci garda ce territoire jusqu'à la Révolution française. 

Les moines de Foigny y bâtirent une forge dont les produits se vendaient dans toutes les villes du Nord.

## Politique et administration

### Découpage territorial
La commune d'Éparcy est membre de la communauté de communes des Trois Rivières, un établissement public de coopération intercommunale (EPCI) à fiscalité propre créé le 29 décembre 1995 dont le siège est à Buire. Ce dernier est par ailleurs membre d'autres groupements intercommunaux.
Sur le plan administratif, elle est rattachée à l'arrondissement de Vervins, au département de l'Aisne et à la région Hauts-de-France. Sur le plan électoral, elle dépend du  canton d'Hirson pour l'élection des conseillers départementaux, depuis le redécoupage cantonal de 2014 entré en vigueur en 2015, et de la troisième circonscription de l'Aisne  pour les élections législatives, depuis le dernier découpage électoral de 2010.

### Administration municipale
Le nombre d'habitants de la commune étant inférieur à 100, le nombre de membres du conseil municipal est de 7.

#### Liste des maires
| Période                                  | Période                       | Identité      | Étiquette | Qualité                                     |
| ---------------------------------------- | ----------------------------- | ------------- | --------- | ------------------------------------------- |
| Les données manquantes sont à compléter. |                               |               |           |                                             |
| 1791                                     | 1791                          | Dubuquoy      |           |                                             |
|                                          | 1986                          | Pierre Devin  |           |                                             |
| Les données manquantes sont à compléter. |                               |               |           |                                             |
| 1986                                     | mars 2008                     | André Evrard  | DVD       |                                             |
| mars 2008                                | En cours (au 12 juillet 2020) | Pascal Bailly |           | Agriculteur Réélu pour le mandat 2020-2026, |

## Population et société

### Démographie
L'évolution du nombre d'habitants est connue à travers les recensements de la population effectués dans la commune depuis 1793. Pour les communes de moins de 10 000 habitants, une enquête de recensement portant sur toute la population est réalisée tous les cinq ans, les populations de référence des années intermédiaires étant quant à elles estimées par interpolation ou extrapolation. Pour la commune, le premier recensement exhaustif entrant dans le cadre du nouveau dispositif a été réalisé en 2006.

En 2022, la commune comptait 34 habitants, en évolution de +9,68 % par rapport à 2016 (Aisne : −1,97 %, France hors Mayotte : +2,11 %).
| 1793 | 1800 | 1806 | 1821 | 1831 | 1836 | 1841 | 1846 | 1851 |
| ---- | ---- | ---- | ---- | ---- | ---- | ---- | ---- | ---- |
| 53   | 50   | 56   | 89   | 86   | 105  | 97   | 97   | 105  |

| 1856 | 1861 | 1866 | 1872 | 1876 | 1881 | 1886 | 1891 | 1896 |
| ---- | ---- | ---- | ---- | ---- | ---- | ---- | ---- | ---- |
| 109  | 92   | 106  | 101  | 93   | 97   | 82   | 91   | 86   |

| 1901 | 1906 | 1911 | 1921 | 1926 | 1931 | 1936 | 1946 | 1954 |
| ---- | ---- | ---- | ---- | ---- | ---- | ---- | ---- | ---- |
| 89   | 94   | 84   | 56   | 77   | 73   | 82   | 57   | 67   |

| 1962 | 1968 | 1975 | 1982 | 1990 | 1999 | 2006 | 2011 | 2016 |
| ---- | ---- | ---- | ---- | ---- | ---- | ---- | ---- | ---- |
| 71   | 62   | 61   | 47   | 42   | 49   | 46   | 42   | 31   |

| 2021 | 2022 | - | - | - | - | - | - | - |
| ---- | ---- | - | - | - | - | - | - | - |
| 32   | 34   | - | - | - | - | - | - | - |

## Culture locale et patrimoine

### Lieux et monuments

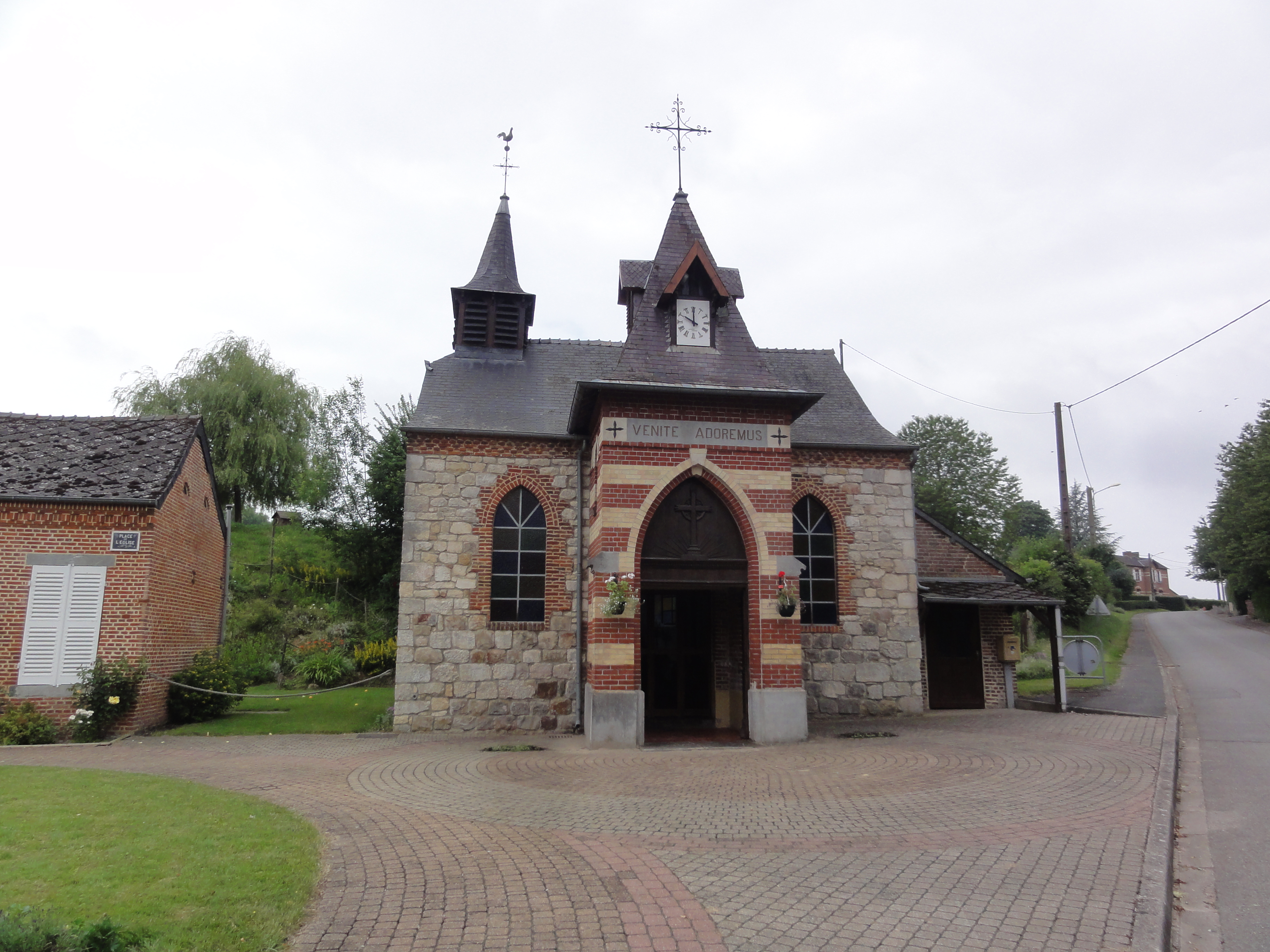
Église Saint-Martin.
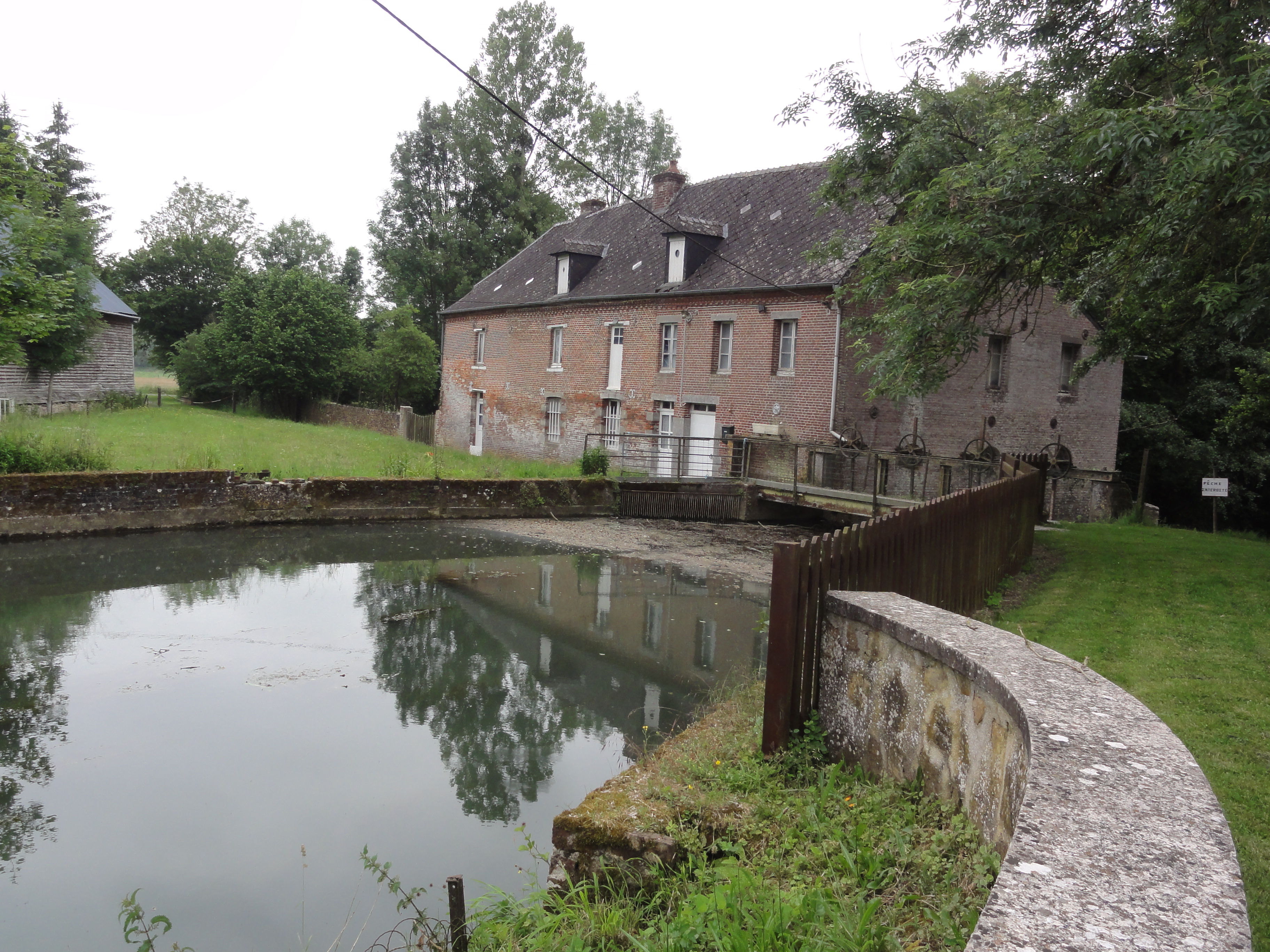
Moulin sur le Ton.

### Personnalités liées à Éparcy
- Hector Emmanuel Dubuquoy (1827-1893), colonel de cavalerie.

## Pour approfondir